# Martin Braithwaite
Martin Christensen Braithwaite (Esbjerg, 5 juni 1991) is een Deens voetballer die doorgaans als aanvaller speelt voor Grêmio. Braithwaite debuteerde in 2013 in het Deens voetbalelftal.

## Carrière

### Esbjerg
Braithwaite is een zoon van een Deense moeder en een Guyanese vader. Hij stroomde door vanuit de jeugd van Esbjerg fB. Hiervoor debuteerde hij op 4 oktober 2009 in het eerste elftal. Coach Ove Pedersen liet hem toen in de 80e minuut invallen in een met 2–1 verloren wedstrijd in de Superligaen uit bij FC Kopenhagen. Na een paar seizoenen met vooral invalbeurten en af en toe een basisplaats, werd hij in het seizoen 2011/12 onder coach Jess Thorup basisspeler. Esbjerg kwam op dat moment uit in de 1. division, maar promoveerde door middel van een kampioenschap na één seizoen terug naar het hoogste niveau. Braithwaite stond in het seizoen 2012/13 in op een na alle speelronden in de Superligaen in de basis. Zijn ploeggenoten en hij werden dat jaar vierde in de competitie en wonnen de nationale beker. Braithwaite scoorde daarbij twee keer in de halve finale tegen Brøndby IF. Hij speelde in vier jaar 97 wedstrijden voor de club en scoorde daarin 19 goals. 

### Toulouse
Braithwaite verruilde Esbjerg in augustus 2013 voor Toulouse FC. Hiervoor speelde hij in de volgende vier seizoenen 136 wedstrijden in de Ligue 1, waarvan 118 vanaf de aftrap. Bovendien scoorde hij in die periode 39 doelpunten. Na een negende plaats in het seizoen 2013/14, werd dit drie seizoenen vechten tegen degradatie. Met name in zijn tweede en derde seizoen bij de Franse club lukte dit met twee zeventiende plaatsen maar net.

### Middlesbrough
Braithwaite verruilde Toulouse in juli 2017 voor Middlesbrough. Dat was in het voorgaande seizoen gedegradeerd uit de Premier League. Hij speelde in zijn eerste halfjaar negentien wedstrijden in de Championship, waarna hij de tweede helft van het seizoen op huurbasis doorbracht bij Girondins Bordeaux. Na zijn terugkomst in juli 2018 wilde Braithwaite graag vertrekken naar Spanje. Omdat er geen transfer van de grond kwam, speelde hij ook de eerste helft van het seizoen 2018/19 bij Middlesbrough.

### Leganés
Braithwaite vertrok in januari 2019 alsnog naar Spanje. Hier ging hij op huurbasis spelen voor CD Leganés, in de Primera División. Hij stond onder coach Mauricio Pellegrino gedurende een halfjaar vrijwel elke wedstrijd in de basis. Leganés nam hem in juli 2019 definitief over van Middlesbrough. In 48 wedstrijden maakte hij dertien goals. 

### FC Barcelona
Op 20 februari 2020 werd bekendgemaakt dat FC Barcelona Braithwaite per direct overnam van Leganés voor de middels een clausule in zijn contract vastgestelde transfersom van achttien miljoen euro. Barcelona kreeg van de Spaanse voetbalbond toestemming om buiten de transferperiodes om een extra aanvaller aan te trekken die of in Spanje speelde of zonder contract zat, omdat het meerdere geblesseerde aanvallers had. Op 1 september 2022 werd zijn contract ontbonden.

## Clubstatistieken
| Seizoen                           | Club            | Competitie       | Competitie | Competitie | Beker | Beker | Internationaal | Internationaal | Overig | Overig | Totaal | Totaal |
| Seizoen                           | Club            | Competitie       | Wed.       | Dlp.       | Wed.  | Dlp.  | Wed.           | Dlp.           | Wed.   | Dlp.   | Wed.   | Dlp.   |
| --------------------------------- | --------------- | ---------------- | ---------- | ---------- | ----- | ----- | -------------- | -------------- | ------ | ------ | ------ | ------ |
| 2009/10                           | Esbjerg fB      | 1. division      | 10         | 0          | 0     | 0     | —              | —              | 0      | 0      | 10     | 0      |
| 2010/11                           | Esbjerg fB      | 1. division      | 16         | 0          | 2     | 0     | —              | —              | 0      | 0      | 18     | 0      |
| 2011/12                           | Esbjerg fB      | 1. division      | 26         | 5          | 1     | 0     | —              | —              | 0      | 0      | 27     | 5      |
| 2012/13                           | Esbjerg fB      | 1. division      | 33         | 9          | 5     | 2     | —              | —              | 0      | 0      | 38     | 11     |
| 2013/14                           | Esbjerg fB      | 1. division      | 4          | 3          | 0     | 0     | —              | —              | 0      | 0      | 4      | 3      |
| 2013/14                           | Toulouse        | Ligue 1          | 32         | 7          | 4     | 1     | —              | —              | 0      | 0      | 36     | 7      |
| 2014/15                           | Toulouse        | Ligue 1          | 34         | 6          | 2     | 0     | —              | —              | 0      | 0      | 36     | 6      |
| 2015/16                           | Toulouse        | Ligue 1          | 36         | 11         | 5     | 3     | —              | —              | 0      | 0      | 41     | 14     |
| 2016/17                           | Toulouse        | Ligue 1          | 34         | 11         | 2     | 1     | —              | —              | 0      | 0      | 36     | 12     |
| 2017/18                           | → Gir. Bordeaux | Ligue 1          | 14         | 4          | 0     | 0     | —              | —              | 0      | 0      | 14     | 4      |
| 2017/18                           | Middlesbrough   | Championship     | 19         | 5          | 2     | 1     | —              | —              | 0      | 0      | 21     | 6      |
| 2018/19                           | Middlesbrough   | Championship     | 17         | 3          | 2     | 0     | —              | —              | 0      | 0      | 19     | 3      |
| 2018/19                           | Leganés         | Primera División | 19         | 4          | 2     | 1     | —              | —              | 0      | 0      | 21     | 5      |
| 2019/20                           | Leganés         | Primera División | 24         | 6          | 3     | 2     | —              | —              | 0      | 0      | 27     | 8      |
| 2019/20                           | FC Barcelona    | Primera División | 11         | 1          | 0     | 0     | —              | —              | 0      | 0      | 11     | 1      |
| 2020/21                           | FC Barcelona    | Primera División | 29         | 2          | 5     | 2     | 6              | 2              | 2      | 0      | 42     | 7      |
| 2021/22                           | FC Barcelona    | Primera División | 4          | 2          | 0     | 0     | 0              | 0              | 0      | 0      | 4      | 2      |
| Carrière totaal                   | Carrière totaal | Carrière totaal  | 92         | 11         | 6     | 2     | 0              | 0              | 3      | 1      | 100    | 14     |
| Bijgewerkt tot en met 3 mei 2022. |                 |                  |            |            |       |       |                |                |        |        |        |        |

## Interlandcarrière
Braithwaite kwam uit voor verschillende Deense nationale jeugdelftallen. Hij maakte op woensdag 5 juni 2013 onder leiding van bondscoach Morten Olsen zijn debuut in het Deens voetbalelftal, in een oefeninterland tegen Georgië (2–1-overwinning), net als Kasper Kusk Hij moest in dat duel na 62 minuten plaatsmaken voor doelpuntenmaker Nicklas Pedersen. Braithwaite maakte op 14 augustus 2013 zijn eerste interlanddoelpunt. Hij maakte toen vlak voor rust de 1–2 in een met 3–2 verloren oefeninterland in en tegen Polen.
Bondscoach Åge Hareide nam Braithwaite mee naar het WK 2018, zijn eerste eindtoernooi. Nadat hij hierop mocht invallen in de eerste twee groepswedstrijden, kreeg hij zowel in het derde pouleduel als in de achtste finale een basisplaats. Denemarken verloor laatstgenoemde wedstrijd na strafschoppen van Kroatië, wat einde toernooi betekende.
| Interlands van Martin Braithwaite voor Denemarken | Interlands van Martin Braithwaite voor Denemarken | Interlands van Martin Braithwaite voor Denemarken | Interlands van Martin Braithwaite voor Denemarken | Interlands van Martin Braithwaite voor Denemarken | Interlands van Martin Braithwaite voor Denemarken | Interlands van Martin Braithwaite voor Denemarken |
| Nr.                                               | Datum                                             | Wedstrijd                                         | Uitslag                                           | Competitie                                        | Goals                                             |                                                   |
| Als speler van Esbjerg fB                         | Als speler van Esbjerg fB                         | Als speler van Esbjerg fB                         | Als speler van Esbjerg fB                         | Als speler van Esbjerg fB                         | Als speler van Esbjerg fB                         | Als speler van Esbjerg fB                         |
| ------------------------------------------------- | ------------------------------------------------- | ------------------------------------------------- | ------------------------------------------------- | ------------------------------------------------- | ------------------------------------------------- | ------------------------------------------------- |
| 1                                                 | 5 juni 2013                                       | Denemarken – Georgië                              | 2 – 1                                             | Vriendschappelijk                                 | 0                                                 |                                                   |
| 2                                                 | 14 augustus 2013                                  | Polen – Denemarken                                | 3 – 2                                             | Vriendschappelijk                                 | 1                                                 |                                                   |

Bijgewerkt t/m 15 augustus 2013

## Erelijst
| Competitie           | Aantal  | Jaren   |         |         |
| Esbjerg              | Esbjerg | Esbjerg | Esbjerg | Esbjerg |
| -------------------- | ------- | ------- | ------- | ------- |
| Landspokalturnering  | 1x      | 2012/13 |         |         |
| Kampioen 1. division | 1x      | 2011/12 |         |         |
| FC Barcelona         |         |         |         |         |
| Copa del Rey         | 1x      | 2020/21 |         |         |